# Concert voor piano en orkest (Schnittke)
Alfred Schnittke voltooide zijn Concert voor piano en orkest in 1960. In tegenstelling tot zijn andere concerto's nummerde hij zijn werken voor piano en orkest niet. Het kan wel gezien worden als zijn eerste pianoconcert. Hij componeerde al eerder een werk voor piano en orkest: Gedicht voor piano en orkest uit 1953 (opus 3).

## Geschiedenis
In de Sovjet-Unie in het tijdperk nadat Jozef Stalin was overleden en Chroesjtsjov aan de macht was, werd de muziekwereld aldaar wat vrijer. Nog niet alles was mogelijk, maar experimenteren binnen de muziek werd weer oogluikend toegestaan, mits de componist het niet al te bont maakte. Bij het schrijven van dit werk was Schnittke net afgestudeerd aan het Conservatorium van Moskou en moest hij nog zijn eigen weg en stijl vinden. Het werk werd vlak na voltooiing uiteraard gespeeld aan het conservatorium (bijna al de toenmalige werken ondergingen dat "lot"), maar daarna verdween het in de kast. Het dook pas weer op in de 21e eeuw toen de archieven in Rusland steeds toegankelijker werden en men ook weer werken van deze Russische componist vonden. Ongeveer gelijktijdig vond men ook zijn jeugdsymfonie.

## Muziek
De muziek van Schnittkes eerste pianoconcert is nog onderhevig aan de resultaten van zijn opleiding. Deze opleiding was zeer klassiek ingesteld in de laatste jaren van Stalin, want men moest vooral muziek schrijven die "het volk" kon begrijpen. Het is misschien daarom wel een concerto met de driedelige structuur geworden, snel – langzaam – snel. Het begin is voor de pauken en de solist, de herhaling is voor de strijkinstrumenten en de solist en legt ook direct het eerste thema vast. Het tweede thema van het concert volgt daar direct op, de componist wilde kennelijk niets aan duidelijkheid laten ontbreken. Deze twee thema’s komen in het gehele concert steeds in een ander hoedanigheid of instrumentatie terug. Schnittke was daarin erg bedreven; er is bijvoorbeeld filmmuziek waarin hij gedurende de gehele film slechts één thema uitwerkt (Rikki-Tikki-Tavi).
Qua sfeer en toonvoering vertoont het werk enige gelijkenis met de elfde symfonie van Dmitri Sjostakovitsj. Dat komt door het eerste thema en het opvallend gebruik van de pauken en grote trom. In het concert is geen enkele dissonant te vinden.

### Delen
1. Allegro
2. Andante
3. Allegro

### Orkestratie
- 3 dwarsfluiten, 2 hobo’s, 3 klarinetten, 2 fagotten;
- 4 hoorns, 3 trompetten, 3 trombones, een tuba
- 1 stel pauken, percussie waaronder grote trom en xylofoon
- violen, altviolen, celli en contrabassen

## Discografie
- Uitgave Phoenix Edition 103: Eva Kupiec met het Rundfunk-Sinfonieorchester Berlin o.l.v. Frank Strobel